# ال‌ای‌ام موزامبیک ایرلاینز
ال‌ای‌ام موزامبیک ایرلاینز (به انگلیسی: LAM Mozambique Airlines) یک شرکت هواپیمایی با کد یاتا TM است که در ۲۶ اوت ۱۹۳۶ میلادی تأسیس شده و در ۲۲ دسامبر ۱۹۳۷ فعالیتش را آغاز کرده‌است. و دفتر مرکزی این شرکت هواپیمایی در ماپوتو، موزامبیک واقع شده‌است و به ۱۶ مقصد، پرواز انجام می‌دهد.